# Maxim Fjodorowitsch Berlinski

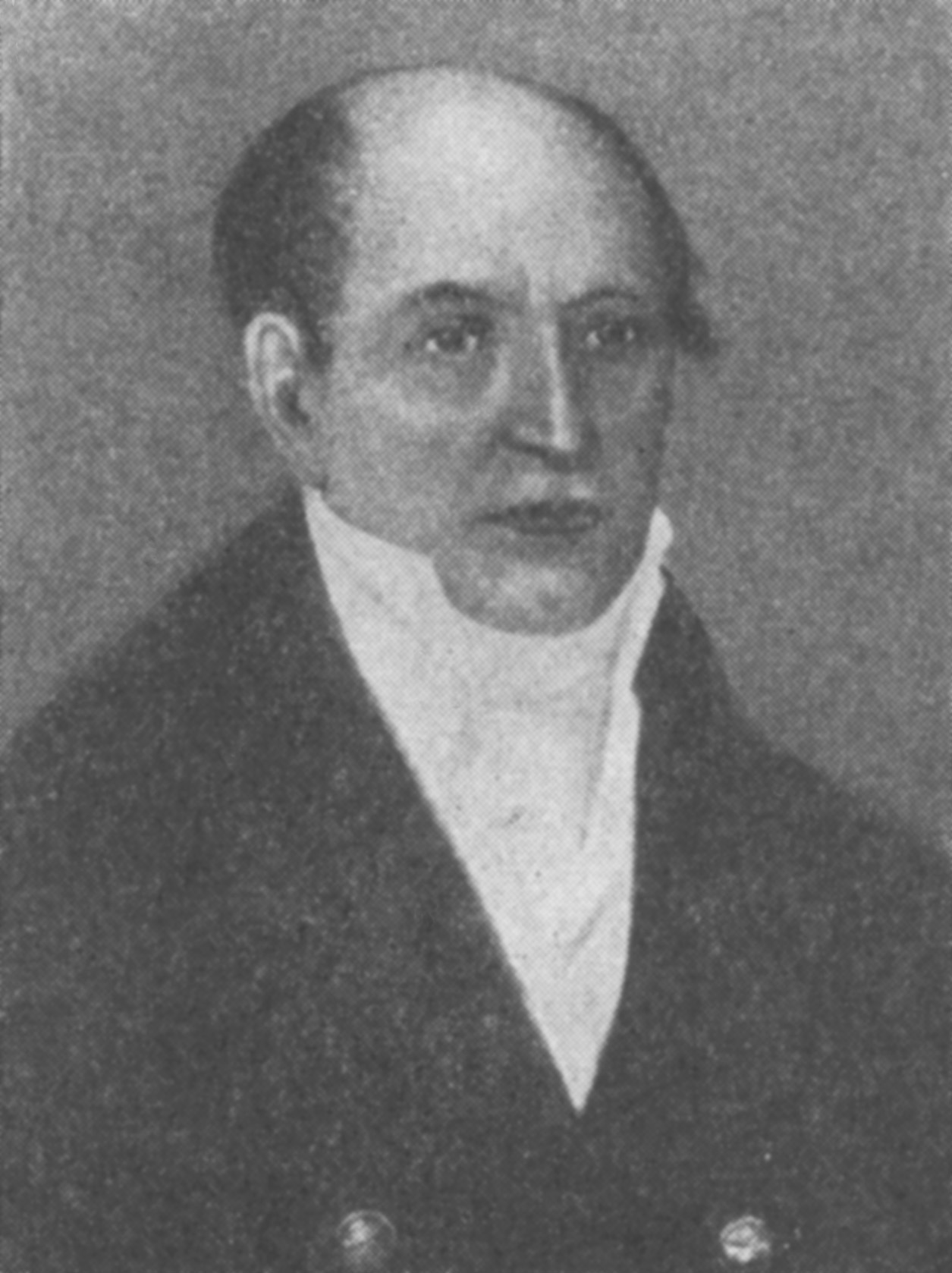

Maxim Fjodorowitsch Berlinski (russisch Максим Фёдорович Берлинский, wiss. Transliteration Maksim Fëdorovič Berlinskij; * 1764 in Nowa Sloboda; † 1848 in Kiew) war ein russischer Historiker und Pädagoge. Er gilt als der Begründer der wissenschaftlichen Geschichtsschreibung und Archäologie Kiews.

## Leben
Berlinski wurde 1764 in der Familie eines Pfarrers in Nowaja Sloboda im Gebiet Putwyl im damaligen Gouvernement Kursk geboren. Von 1776 bis 1786 besuchter der das Kiewer Brüderseminar, wo er erfolgreich ein Studium der Theologie absolvierte. Anschließend setzte er seine Ausbildung an einem Lehrerbildungsseminar in St. Petersburg fort, wo er Geschichte und Geographie studierte. 1788 erhielt er eine Stelle als Lehrer für Erdkunde, Zivil- und Naturkunde in den höheren Klassen der Kiewer Volksschule im Klow-Palast, die später in ein Gymnasium umgewandelt wurde. 1833 wurde er zum Inspektor des Kiewer Gymnasiums ernannt. Nach Gründung der Kiewer Universität wurde er 1834 Mitglied des Universitätsrates. Im November dieses Jahres trat er im Rang eines Staatsrates in den Ruhestand. Berlinski lebte er mit seiner Familie ursprünglich im Podol in Kiew, nach dem großen Brand im Podol verlegte er seinen Familienwohnsitz nach Lipky. Berlinski genoss als Experte und Persönlichkeit des öffentlichen Lebens eine bedeutende Autorität. 1818 wurde er zum Direktor der Ortsgruppe der Allrussischen Bibelgesellschaft gewählt und 1826 in die 4. Klasse des Orden des Heiligen Wladimirs aufgenommen. Seit 1828 war er Mitglied der Moskauer Kaiserlichen Gesellschaft für Russische Geschichte und Altertümer. 1843 wurde er zum Ehrenmitglied der vorläufigen Kommission für die Analyse antiker Akten in Kiew gewählt. Er starb 1848 in Kiew und wurde im alten orthodoxen Teil des Baikowe-Friedhofs begraben.

## Wissenschaftliche Tätigkeit

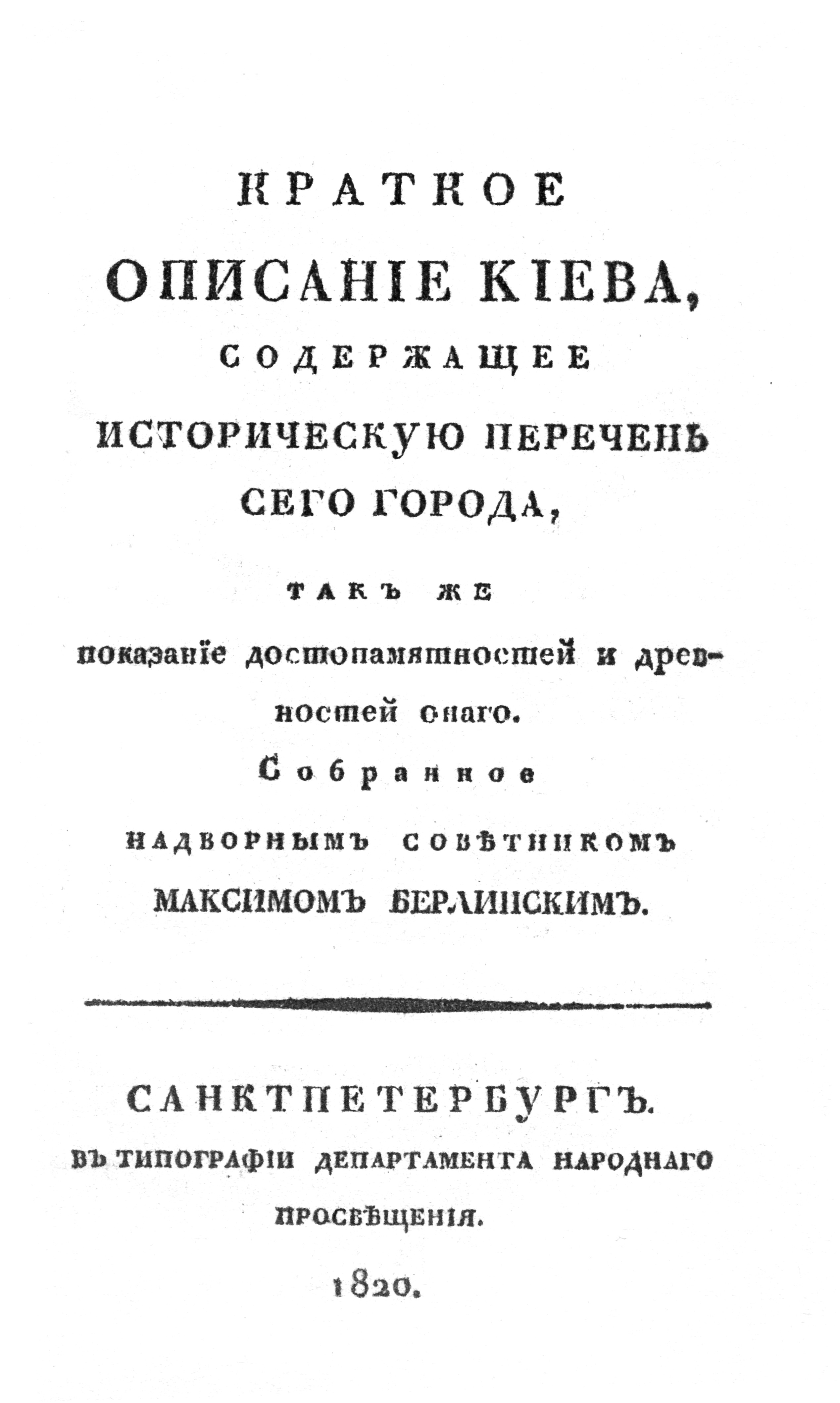
Titelblatt der Kurzen Beschreibung von Kiew

Berlinski veröffentlichte 1820 in St. Petersburg die Kurze Beschreibung von Kiew (Краткое описание Киева). Sie war das erste allgemein gehaltene Werk zur Geschichte des Alten Kiew und fasste den damaligen Wissensstand zusammen. Das Werk blieb lange Zeit ein Standardwerk zur Geschichte der Stadt. Berlinski nutzte hier, wie auch in anderen Publikationen, Dokumente aus Archiven, die später verlorengingen. Damit sind die Veröffentlichungen Berlinskis faktisch zu Primärquellen geworden.
Weitere Veröffentlichungen Berlinskis in Zeitschriften befassten sich mit Kiewer Altertümern und archäologischen Funden. Seine Historischen Beschreibung von Kleinrussland und der Stadt Kiew (Исторические описание Малороссии и города Киева) konnte er aus finanziellen Gründen nicht fertigstellen, es wurden nur Ausschnitte veröffentlicht.
Daneben befasste er sich auch mit der Publizierung historischer Themen in populärwissenschaftlichen Werken. Seiner Kurzen russischen Geschichte für den Gebrauch der Jugend (Краткая Российская история для употребления юношеству) wurde ein hoher pädagogischer Wert zugesprochen.
Ein weiteres, 1798/99 geschaffenes Werk Berlinskis, die Geschichte der Stadt Kiew von ihrer Gründung bis zur Gegenwart (История города Киева от основания его до настоящего времени) galt lange Zeit als verschollen, 1970 fand Lidija Antonowna Ponomarenko jedoch in Leningrad eine zensierte Kopie der Arbeit. Die Arbeit bestand aus zwei Teilen: Geschichte der Stadt Kiew (История города Киева), unterteilt in acht Perioden, und Topographie der Stadt Kiew (Топография города Киева). Der Versuch, das Werk in der damaligen Sowjetunion zu publizieren, gelang nur teilweise. 1972 wurde der erste Teil im Jahrbuch Kiewer Alterümer (Київська старовина) veröffentlicht, danach jedoch die Publikation eingestellt. Erst 1991 gelang Michail Julianowitsch Braitschewski die Veröffentlichung einer von ihm kommentierten und mit einem Vorwort versehenen Ausgabe.

## Ehrungen

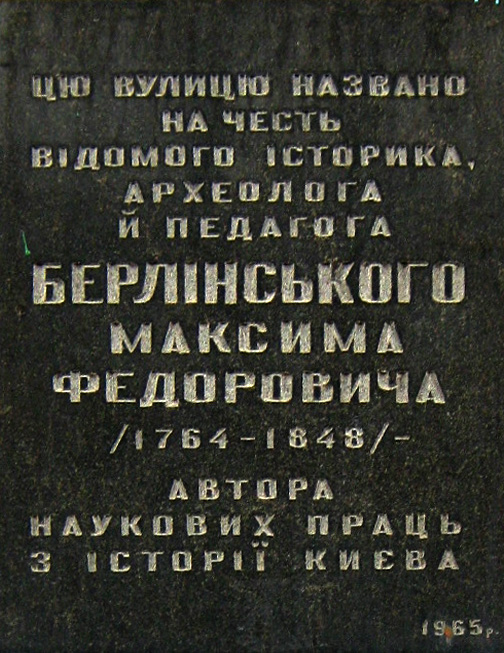
Gedenktafel für Maxim Fjodorowitsch Berlinski in der nach ihm benannten Straße in Kiew, Hausnummer 27

1962 wurde eine Straße im Kiewer Stadtteil Syrez nach Berlinski benannt.

## Werke
- Краткая Российская история для употребления юношеству (Kurze russische Geschichte für den Gebrauch der Jugend), St. Petersburg 1800
- Разделение Малороссии на полки (Die Unterteilung Kleinrusslands in Divisionen), In: Улей, Jahrgang 1811, Ausgabe 3
- О городе Киеве (Über die Stadt Kiew), In: Улей, Jahrgang 1811, Ausgabe 8
- Наставление о собирании и приготовлении червеца или русской кошенили в южных губерниях Российской империи (Anleitung zur Sammlung und Zubereitung von Schildläusen oder Russischer Koschenille in den südlichen Provinzen des Russischen Reiches), Wirtschaftsabteilung des Innenministeriums, St. Petersburg 1814
- О киевской академии - Соревнователь просвещения и благотворения. (Über die Kiewer Akademie - Wettbewerber für Bildung und Wohltätigkeit), Band 7, 1819
- Краткое описание Киева, содержащее историческую перечень сего города, также показание достопамятностей и древностей оного. (Eine kurze Beschreibung von Kiew, die eine historische Liste dieser Stadt sowie einen Hinweis auf die Sehenswürdigkeiten und Altertümer enthält.)  St. Petersburg 1820, Nachdruck Kiew 1990
- Описание найденных недавно в Киеве разных старинных золотых и серебряных вещей  (Beschreibung verschiedener alter Gold- und Silbergegenstände, die kürzlich in Kiew gefunden wurden.) In: Украинский журнал, Jahrgang 1824, Nr. 2